# Freaky Styley
Freaky Styley es el segundo álbum de la banda californiana Red Hot Chili Peppers, lanzado el 16 de agosto de 1985 por la discográfica EMI. El nombre del álbum se origina en una frase comúnmente usada en los 80s para describir cualquier cosa como "freaky styley". Este álbum marca el debut del guitarrista fundador de la banda Hillel Slovak, luego de su regreso un tiempo antes a la banda. El álbum también es el último de Cliff Martínez como baterista de la banda. Tuvo 3 singles: "Jungle Man", "Catholic School Girls Rule", y "Hollywood (Africa)". Freaky Styley fue producido por George Clinton (quien fue una gran influencia para la banda), histórico músico, pionero de la música funk y miembro de la banda Parliament-Funkadelic. Este disco es el más funk de todos los editados por la banda, ya que este estilo musical es el que predomina a lo largo de todas las canciones, sin tanta intervención del punk o del hard rock, como en otros discos de Red Hot Chili Peppers. A pesar de eso, el álbum nunca llegó al Top 200 de Billboard, y los críticos lo ignoraron e incluso siguen haciéndolo hoy en día. Sin embargo, Freaky Styley es un favorito entre los fanes que conocieron a la banda desde sus comienzos. 
Es considerado por muchos como uno de los primeros ejemplos del movimiento funk rock de los '80.

## Historia
Red Hot Chili Peppers fue formado por Anthony Kiedis, Hillel Slovak, Flea y Jack Irons mientras asistían a la escuela Fairfax High School en Los Ángeles. La banda, originalmente llamada 'Tony Flow & the Miraculously Majestic Masters of Mayhem', fue originalmente planeada para tocar solo una vez, pero luego de una positiva crítica del público, la banda cambió su nombre a The Red Hot Chili Peppers, tocando muchos más shows en diferentes clubes de Los Ángeles. El grupo fue notado por EMI y firmaron con la discográfica. Slovak y Irons todavía consideraban a los Red Hot Chili Peppers como solo un proyecto más, por lo que renunciaron para concentrarse más en su otra banda, What Is This?, que había firmado un contrato con otra discográfica dos semanas antes. Kiedis y Flea después de esto contrataron al guitarrista Jack Sherman y al baterista Cliff Martínez para completar la agrupación de la banda. El guitarrista de Gang of Four, Andy Gill, produjo su primer álbum. Gill, quien "no estaba de acuerdo al sonido [de la banda]", argumentaba constantemente con la banda sobre el estilo del álbum y obligó a la banda a tocar con un sonido más pop. Su homónimo debut álbum, The Red Hot Chili Peppers,  fue lanzado el 10 de agosto de 1984. Aunque el álbum no vendió mucho, MTV ayudó a crear una base de fanes, y el álbum finalmente vendió solo 500 000 copias. De todas formas, la banda estaba decepcionada de como sonaba el álbum.
Durante la consiguiente gira, las peleas entre Kiedis y Sherman continuaban complicando la transición entre los conciertos y la vida diaria de la banda. Sherman fue luego despedido, con Slovak volviendo a los Chili Peppers, después de cansarse de su banda What Is This?. Ya que los Red Hot Chili Peppers no tuvieron una buena experiencia trabajando con Gill en su álbum anterior, la banda empezó a buscar un nuevo productor para el próximo disco. El primer productor con el que la banda había trabajo fue Malcolm McLaren, quien ya había trabajo con los Sex Pistols y Bow Wow Wow. De todas formas, McLaren sugería que la banda toque de una forma más simple, a un estilo rock and roll de los 50, siendo Kiedis el personaje principal, un cambio al que el grupo se opuso. Después de recibir comparaciones de fanes de ellos con Parliament-Funkadelic, la banda pidió a EMI su deseo de trabajar con George Clinton. La banda se contactó con Clinton y le enviaron su álbum debut y algunos demos, y Flea y el mánager de la banda, Lindy Goetz, viajaron a Detroit para conocerlo. Clinton aceptó trabajar con la banda, y EMI le pagó $25 000 para producir el disco.

## Grabación
La banda ya había escrito 70 por ciento del álbum para cuando viajaban a Míchigan para grabar el disco. Clinton decidió que la banda debía pasar un mes con él antes de grabar para formar ideas para crear nuevas canciones. Antes de rentar una casa para ellos, los miembros de la banda se quedaron en la casa de Clinton en la villa de Brooklyn, a una hora de Detroit, por una semana. La banda estaba muy feliz de vivir con Clinton, pero apenas Kiedis se mudó, empezó a experimentar con heroína, y se enfermó. Usó cocaína para matar sus deseos de heroína, pero duró poco. De todas formas, luego de unos días, sus síntomas se fueron y estaba listo para volver a la banda para tocar música y conectarse con Clinton. Los Red Hot Chili Peppers sintieron una fuerte química con Clinton y disfrutaban su peculiar personalidad y su habilidad para contar historias. Luego de unas semanas de vivir con él, la banda se mudó a una casa cerca de un campo de golf. Freaky Styley fue grabado en United Sound Studios en Detroit. Martínez recordó que "George tenía una atmósfera fiestera siempre en el estudio, pero una atmósfera fiestera productiva. Tenías que hacer tu trabajo, pero él se encargaba de que te diviertas haciéndolo." La banda y Clinton empezaron a usar grandes cantidades de cocaína juntos, lo que tuvo un efecto negativo en la salud de la banda. Cuando Kiedis tenía que proveer su voz para las canciones, decidió abstenerse de cocaína por dos semanas. El tema "Yertle the Turtle" incorpora varios versos del poema del Dr. Seuss' también llamado así. Según Kiedis en su autobiografía, Scar Tissue, las primeras palabras de la canción "Look at that turtle go bro." (Mira a esa tortuga irse, hermano) fueron cantadas por el comerciante de drogas de Clinton, quien le demandaba dinero que no pagó a Clinton. Sin forma de pagarle, Clinton le ofreció una parte en el álbum.

## Composición

### Música
Según Jason Birchmeier de Allmusic, Freaky Styley es "lo más cerca que los Red Hot Chili Peppers estuvieron del funk." El álbum marca el regreso del guitarrista Hillel Slovak, y Kiedis notó que la forma de tocar de Slovak mejoró bastante en el tiempo que estaba en su otra banda, What Is This?, adaptándose a estilos más fluidos y elementos opuestos a sus técnicas de hard rock originales. La banda también experimentó con varios estilos en Freaky Styley. "Jungle Man" contiene una guitarra rock psicodélica, coros y un "caliente y fuerte golpe". "Catholic School Girls Rule" une elementos del rock punk, mientras que "Blackeyed Blonde" ha sido descrita como "Aerosmith conoce a Isaac Hayes". El álbum tiene covers de "If You Want Me to Stay" de Sly and the Family Stone, y "Africa" de The Meters. Clinton ayudó con la voz, dando su propia voz para algunas partes de "Hollywood (Africa)".

### Letras
"Catholic School Girls Rule" fue inspirado en un encuentro sexual que Kiedis tuvo con una estudiante católica de catorce años en Nueva Orleans mientras estaban de gira en 1984. "Jungle Man" fue dedicada a Flea, de quien Kiedis solía crear una persona ficticia de "este mitad-hombre, mitad-bestia nacido en la punta de un volcán en Australia, viniendo al mundo usando su pulgar como el conductor del trueno en el bajo.". La letra de la versión "Africa" de The Meters es un poco diferente de la original, tratando de reflejar el hogar de la banda, Hollywood. En ese tiempo, Flea escuchaba repetidamente a the Meters y quería hacer un cover de una de sus canciones, y Clinton sugirió que el grupo usé la oportunidad de dedicarle una canción a Hollywood, diciendo, "Qué tal si hacen la canción 'Africa' pero haciendo que Anthony la reescriba para que no sea más 'Africa', sino su 'Africa', la cual es Hollywood?"

## Recepción
Freaky Styley no llegó a conseguir ningún logro mainstream y tampoco logró entrar en el Billboard 200. En la versión remasterizada de 2003, el bajista Flea declara: 
“Ya sé que la música de este disco es muy oscura como para ser considerada popular en cualquier forma mainstream, pero para mi tiene lo suyo como un definitivo y considerable estilo musical. Más que cualquier otro disco que hayamos hecho, no llega la categoría de "Muy funky para la radio blanca, muy punk rock para la negra." De todas formas, las canciones estaban muy lejos del pop. Me doy cuenta de que fue no solo la racial segregación en la radio lo que lo alejaba de ser un disco popular." 
De todas formas, Freaky Styley fue recibido con críticas más positivas que su álbum anterior. Jason Birchmeier, de Allmusic, sintió que la producción de Clinton ayudó mucho a hacer Freaky Styley mejor que The Red Hot Chili Peppers, y disfrutó el regreso de Slovak, notando que la guitarra "crea una mayor contribución para prácticamente cada canción." Ira Robbins de Rolling Stone llamó al álbum "más salvaje, áspero, chistoso y funky" que The Red Hot Chili Peppers, y opinó que "Los Chili Peppers están tomando ventaja de su actual cruce para universar el funky, expandiendo sus límites e incorporando nuevos ingredientes sin diluir el golpe básico. Cansado de los discos sin calorías de decadencia de bailes? Freaky Styley es rock que pone todo.". De todas formas, el editor Nathan Brackett escribe en The New Rolling Stone Record Guide, 4th Edition que ambos, Freaky Styley y The Red Hot Chili Peppers contienen "ni una sola canción memorable" y sugiere que la banda es funk-mono camuflado de una serie deficiencia musical"."

## Tour y regreso de Jack Irons
El tour de Freaky Styley, conocido como el "Infinity Tour", comenzó en 1985. En él, tanto Kiedis como Slovak estaban comenzando su larga batalla contra las drogas (que para Slovak resultó fatal). La banda decidió empezar a grabar el 3.er álbum en la primavera de 1986, pero, por esos tiempos, el baterista Cliff Martínez decidió que no podía continuar, aunque en lugar de renunciar, Kiedis y Flea lo despidieron. Para sorpresa de la banda, el baterista fundador, Jack Irons tomó la decisión de regresar a la banda, y por primera vez desde 1983, Red Hot Chili Peppers volvió a su formación original. Juntos, la formación reunida pudo realizar los shows restantes del "Infinity Tour". Luego del final del mismo, los problemas de drogas de Kiedis estaban tan mal que fue despedido de la banda por un corto período de tiempo.

## Lista de temas
Todos los temas compuestos por Flea, Kiedis, Martínez y Slovak, salvo donde se indica lo contrario.
1. "Jungle Man" – 4:09
2. "Hollywood (Africa)" – (The Meters) – 5:03
3. "American Ghost Dance" – 3:51
4. "If You Want Me to Stay" – (Sly and the Family Stone) – 4:07
5. "Nevermind" – (Flea, Kiedis, Irons, Slovak) – 2:47
6. "Freaky Styley" – 3:39
7. "Blackeyed Blonde" – 2:40
8. "The Brothers Cup" – 3:27
9. "Battleship" – (Flea, Kiedis, Martínez, Slovak, Sherman) – 1:53
10. "Lovin' and Touchin'" – 0:36
11. "Catholic School Girls Rule" – 1:55
12. "Sex Rap" – (Flea, Kiedis, Irons, Slovak) – 1:54
13. "Thirty Dirty Birds" – 0:14
14. "Yertle the Turtle" – 3:46

Bonus tracks de la versión remasterizada de 2003
1. "Nevermind" (demo) – (Flea, Kiedis, Irons, Slovak) – 2:17
2. "Sex Rap" (demo) – (Flea, Kiedis, Irons, Slovak) – 1:37
3. "Freaky Styley" – (versión original extendida) – 8:49
4. "Millionaires Against Hunger" – 3:28

## Músicos
Red Hot Chili Peppers
- Anthony Kiedis – Voz
- Hillel Slovak – Guitarra, coros, voz (tema 13)
- Flea – Bajo, coros
- Cliff Martínez – Batería

### Bonus tracks - Edición 2003 (tracks 15–18)
- Flea – Bajo
- Anthony Kiedis – Voz
- Hillel Slovak – Guitarra
- Jack Irons – Batería (tracks 15–16)
- Cliff Martinez – Batería (tracks 17–18)

Músicos adicionales
- Steve Boyd – Coros
- George Clinton – Coros y producción
- Benny Cowan – Trompeta
- Larry Fratangelo – Percusión
- Shirley Hayden – Coros
- Robert "Peanut" Johnson – Coros
- Lous "Bro" Kabbabie – Coros
- Pat Lewis – Coros
- Maceo Parker – Saxo
- Mike "Clip" Payne – Coros
- Gary Shider – Coros
- Joel Virgel – Coros
- Fred Wesley – Trombón
- Andre Foxxe – Coros

Personal de grabación
- George Clinton – Productor
- Greg Ward – Ingeniero y mezcla
- John Bauer – Segundo ingeniero
- Jim "JB" Baurlein – Mezcla ("Sex Rap")
- Ron McMaster – Remasterización
- Bruce Nazarian – Mezcla ("Yertle the Turtle")
- Red Hot Chili Peppers – Mezcla ("Sex Rap")
- Jim Vitti – Mezcla ("The Brother's Cup" y "Blackeyed Blonde")
- Fred Wesley – Arreglo de vientos

Personal adicional
- Nels Israelson – Fotografía
- Henry Marquex – Dirección de arte
- Peter Shea – Diseño
- Muruga Booker – Masajes
- The Meters – Composición en "Hollywood (Africa)"
- Joe Sherman – Composición
- Sly Stone – Composición en "If You Want Me to Stay"

- Datos: Q279093